# Albert Béguin
Albert Béguin (n. 17 iulie 1901, La Chaux-de-Fonds, cantonul Neuchâtel, Elveția – d. 3 mai 1957, Roma, Italia) a fost un eseist și critic literar elvețian de limbă franceză.

## Opera
- 1937: Sufletul romantic și visul ("L'âme romantique et le rêve");
- 1946: Slăbiciunea Germaniei ("Faiblesse de l'Allemagne");
- 1973: Creație și destin ("Création et Destinée").

Béguin a redactat studii despre Nerval, Bloy, Balzac, Ramuz, Bernanos, Pascal și a tradus din E.T.A. Hoffmann, Mörike, Goethe, Jean Paul, Achim von Arnim, Ludwig Tieck.
A înființat publicația Les Cahiers du Rhône și a condus revista Esprit.